# La Mare
Mar Muñoz (Cádiz, 1988), más conocida artísticamente como La Mare, es una compositora y cantora española, intérprete de sus propias canciones. Su música mezcla ritmos flamencos con folclore de otros lugares de España, de Latinoamérica y de África. Las letras de sus canciones reflejan su compromiso social y su defensa de la igualdad y los derechos LGTBI. 

## Trayectoria
En 2017 dejó su Cádiz natal y fue va a vivir a Madrid, donde grabó su EP "Juntas" por el que recibió el premio de cantantes emergentes. Con el apoyo de una campaña de micromecenazgo grabó su primer disco de estudio Sal, arena y mar con el que se consolidó como música profesional. Acompañada de su banda "El Combo Guánabi" comenzó varias giras.

Algunas de las letras de sus canciones han transformado los mensajes patriarcales de populares canciones infantiles en mensajes de inclusividad y feminismo 
"Cinco deditos tiene la Lola, pa darse gusto cuando está sola"
"Al pasar la barca no me digas más na. Que esta niña bonita ya se aprendió a cuidar"
La Mare junto a otras artistas de diferentes disciplinas crearon el colectivo Arte Muhé, montando un espectáculo que recorre lugares a los que normalmente no llega la cultura, como la prisión de Alcalá Meco donde anteriormente habían impartido algunos talleres. 

## Discografía
La Mare ha publicado hasta el momento 4 discos, el primero un EP con tan solo 5 canciones que fue el que la dio a conocer. Actualmente trabaja en La Luz. Parte II que completa su último trabajo: Del fuego Parte I.
- Juntas (2017)
- Sal, arena y mar (2018)
- Mi raíz (2021)
- Del fuego. Parte I (2024)

## Colaboraciones
- Viento de Levante junto a La Mari de Chambao (2021)[6]
- Mareak junto a Olatz Salvador (2021)[7]
- Inesita, Inés junto a Rozalén (2022) [8]
- Ahora junto a La Pegatina [9]